# Lymanopoda ignilineata
Lymanopoda ignilineata är en fjärilsart som beskrevs av Paul Dognin. Lymanopoda ignilineata ingår i släktet Lymanopoda och familjen praktfjärilar. Inga underarter finns listade i Catalogue of Life.